# Рімавске Брезово
Рімавске Брезово (словац. Rimavské Brezovo, угор. Rimabrézó) — село, громада в окрузі Рімавска Собота, Банськобистрицький край, Словаччина. Кадастрова площа громади — 14,10 км². Населення — 525 осіб (за оцінкою на 31 грудня 2017 р.).
Знаходиться за ~20 км на північ від адмінцентра округу міста Рімавска Собота.

## Історія
Перша згадка 1334 року як Brezou. Історичні назви: з 1786-го як Breso, з 1808-го — Rymawské Brezošo, угор. Rimabrezó.
1828-го року в селі було 65 будинків і 503 мешканці. Вони працювали в місцевій промисловості та сільському господарстві.

## Транспорт
Автошляхи:
- 72 (Cesty I. triedy) Рімавска Собота (I/16) — Брезно (I/66).
- 2750 Рімавске Брезово  — Киятиці (III/2779).

## Населення
| Рік:            | 1994. | 2004.   | 2014.   | 2024.   |
| --------------- | ----- | ------- | ------- | ------- |
| Кількість осіб: | 492   | 513     | 529     | 495     |
| Різниця:        |       | +4,26 % | +3,11 % | -6,42 % |

| Рік:            | 2023. | 2024.   |
| --------------- | ----- | ------- |
| Кількість осіб: | 506   | 495     |
| Різниця:        |       | -2,17 % |